# Torre de Garraf
Torre de Garraf je stavba ve městě Sitges (Garraf), která je zahrnuta v soupisu architektonického dědictví Katalánska (IPA-1770).

## Historie
Je to obranný prvek ze 14. až 15. století, který se nachází na kopci na severozápadě, v blízkosti železniční trati do Barcelony. Stojí se na nábřeží, v těsné blízkosti Bodegas Güell. Obranná věž má kulaté střílny a přístup do vnitřního prostoru je z prvního patra usedlosti, s kterou je spojena mostem.
Na konci 19. století provedl intervenci architekt Francesc Berenguer, Gaudího žák. V této době byla věž ve špatném stavu, protože na počátku 19. století byla částečně zničena při útoku.